# Buhl Planetarium and Institute of Popular Science Building
Le Buhl Planetarium and Institute of Popular Science Building est un bâtiment construit en 1939, situé au 10 Children's Way dans le quartier Allegheny Center à Pittsburgh.  Il a été conçu par des architectes d'Ingham & Boyd. Le bâtiment fait maintenant partie du Children's Museum of Pittsburgh (en),.

## Fermeture et désignation de monument historique
Le planétarium Buhl et l'Institut des sciences populaires ont fermé au public le 31 août 1991. Le spectacle du ciel et les expositions scientifiques ont été déplacés au Carnegie Science Center en 1994. Il a été ajouté à la liste des monuments historiques de la List of Pittsburgh History and Landmarks Foundation Historic Landmarks (en) en 2001, et à la List of City of Pittsburgh historic designations (en)  le 29 juillet 2005.